# Project Sylpheed
Project Sylpheed (プロジェクト シルフィード, Purojekuto Shirufīdo) és un videojoc d'acció amb estil arcade desenvolupat per Game Arts i publicat Square Enix i Microsoft Game Studios. El videojoc és el successor de Silpheed: The Lost Planet per la Playstation 2, que era un shooter en vertical. Project Sylpheed, això no obstant, és un videojoc molt diferent del predecessor, permetent una llibertat a totes direccions, semblant a Descent: Freespace. El joc es posa en l'època del Segle 27.

## Personatges
- Katana Faraway
- Raymond
- Ellen
- Margras